# 義本博司
義本 博司（よしもと ひろし、1961年〈昭和36年〉12月20日 - ）は、日本の文部・文部科学官僚。文部科学事務次官。

## 来歴
京都府京都市生まれ、城陽市育ち。洛南高等学校を経て、1984年（昭和59年）、京都大学法学部を卒業し、同年4月、文部省へ入省。
入省後、初等中等教育局幼児教育課長、文部科学省大臣官房総務課広報室長、高等教育局大学振興課長、同局高等教育企画課長、文部科学省大臣官房会計課長、同審議官（初等中等教育局担当）、同審議官（高等教育局担当）などを歴任。途中、厚生労働省などに出向し、福岡県教育委員会義務教育課長、在フランス日本国大使館一等書記官、厚生労働省雇用均等・児童家庭局保育課長などを務めた。
2016年（平成28年）12月6日、文部科学省大臣官房総括審議官に就任。
2017年（平成29年）7月11日、高等教育局長に就任。文部科学省汚職事件で、減給の懲戒処分を受ける。
2019年（平成31年）1月23日、大学入試センター理事に就任。
2021年（令和3年）1月1日、総合教育政策局長に就任。同年9月21日、文部科学事務次官に就任。2022年（令和4年）8月26日、飲食接待に係る服務規律違反問題に関し厳重注意。同年9月1日、辞職。
その後、2024年10月17日付でガーナ国駐箚を命じられて、同年12月2日に着任した。駐シエラレオネ日本特命全権大使も兼ねる。

## 年譜
- 1984年（昭和59年）
  - 京都大学法学部卒業[3]
  - 4月 - 文部省入省[6]
  - 9月 - 文部省高等教育局大学課[14]
- 1991年（平成3年）8月 - 福岡県教育委員会義務教育課長[8][14]
- 1995年（平成7年）2月 - 在フランス日本大使館一等書記官[8][14]
- 1998年（平成10年）
  - 4月 - 文部省大臣官房総務課審議班主査兼法令審議室長[14]
  - 7月 - 中央省庁等改革推進本部事務局企画官[8][14]
- 2000年（平成12年）7月 - 文部大臣秘書官（事務取扱）[8][14]
- 2001年（平成13年）1月 - 文部科学省生涯学習政策局生涯学習企画官[8][14]
- 2002年（平成14年）4月 - 文部科学省大臣官房企画官（行政改革推進室長）[8]
- 2003年（平成15年）1月 - 文部科学省初等中等教育局幼児教育課長[6][8]
- 2004年（平成16年）7月 - 文部科学省大臣官房総務課広報室長[6][8][14]
- 2006年（平成18年）7月 - 厚生労働省雇用均等・児童家庭局保育課長[6][8]
- 2008年（平成20年）7月 - 文部科学省高等教育局大学振興課長[6][8][14]
- 2009年（平成21年）7月 - 文部科学省高等教育局高等教育企画課長[6][8][14]
- 2012年（平成24年）8月 - 文部科学省大臣官房会計課長[6][14]
- 2013年（平成25年）7月 - 文部科学省大臣官房（初等中等教育局担当）[6][14]
- 2014年（平成26年）7月 - 文部科学省大臣官房（高等教育局担当）[6][14]
- 2016年（平成28年）12月 - 文部科学省大臣官房総括審議官[7]
- 2017年（平成29年）7月 - 文部科学省高等教育局長[3]
- 2019年（平成31年）1月 - 大学入試センター理事[6]
- 2021年（令和3年）
  - 1月 - 文部科学省総合教育政策局長[5]
  - 9月 - 文部科学事務次官[4]
- 2022年（令和4年）
  - 8月 - 厳重注意[15]
  - 9月 - 辞職[16]
- 2024年12月2日駐ガーナ日本国特命全権大使[12]。駐シエラレオネ日本国特命全権大使[13]。